# کرایشته (استان بلاگووگراد)
کرایشته (به بلغاری: Kraishte) یک منطقهٔ مسکونی در بلغارستان است که در شهرستان بلیتسا واقع شده‌است. کرایشته ۱۰٬۵۲۳ کیلومتر مربع مساحت و ۲٬۳۷۵ نفر جمعیت دارد و ۸۹۶ متر بالاتر از سطح دریا واقع شده‌است.